# Vrhač oštěpů

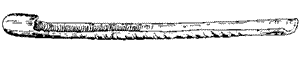
Aztécký atlatl

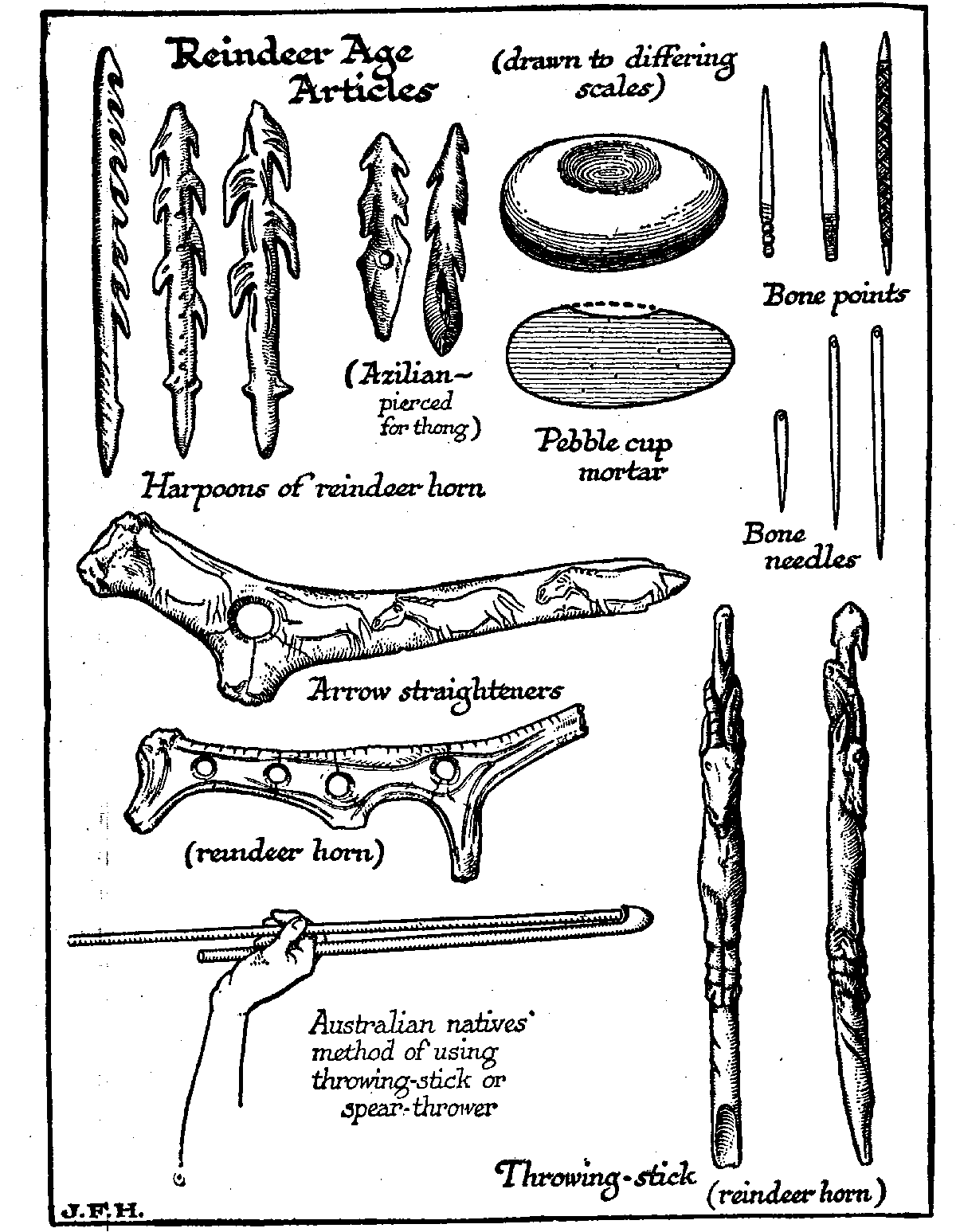
Paleolitický vrhač (na obrázku dole).

Vrhač oštěpů je nástroj, který využívá efekt páky k dosažení větší rychlosti při vrhání oštěpů či jiných podlouhlých projektilů.
Paleolitické vrhače oštěpů se objevují zejména v pozdním paleolitu (např. magdalénienská kultura 17–11 000 let př. n. l.) Zbraň má podobu páky prodlužující asi o 50–60 cm ruku lovce. Použití umožňuje udělit oštěpu vyšší rychlost ve srovnání s hodem z ruky. Paleolitický vrhač oštěpů se opírá o prohlubeň na konci ratiště oštěpů krátkým hákem. Hlavice vrhače s hákem může být kostěná, nebo bývá zbraň vyrobena z jednoho kusu tvrdého dřeva. Zdá se, že ve většině loveckých kultur byly vrhače postupně nahrazeny lukem. Ovšem ve vojenství obdobné vrhače používaly i mnohem mladší kultury, například Aztékové. Ve zmínkách o Aztécích (příp. obecně ve výzkumech publikovaných v USA nebo Mexiku)[zdroj?] je vrhač oštěpů označován také jako atlatl. Aztékové a jejich spojenci ho aktivně používali během bojů se španělskými dobyvateli. Při zmínkách o vrhači používaném australskými domorodci se používá také název woomera.[zdroj?]